# Lazer Tag
Lazer Tag è un videogioco sparatutto che simula il gioco del laser tag, sviluppato da Probe Software e pubblicato nel 1987 per Amstrad CPC, Commodore 64 e ZX Spectrum dalla Go!, un'etichetta della U.S. Gold. 
Il videogioco prende ufficialmente nome e logo da una linea di giocattoli per il laser tag dal vivo, prodotta in quel periodo dalla Worlds of Wonder, che ispirò anche la serie animata Lazer Tag Academy.

## Modalità di gioco
Il giocatore controlla un cadetto della futuristica Accademia di Lazer Tag impegnato in prove solo contro tutti. Le arene in cui si svolgono gli incontri sono mostrate con scorrimento verticale verso l'alto. La visuale è isometrica su Commodore 64, mentre nelle altre versioni è dall'alto, ma con i personaggi rappresentati di fronte.
Il cadetto può muoversi e sparare raggi in tutte le 8 direzioni e deve affrontare numerosi compagni che sopraggiungono in continuazione, e occasionalmente anche dei veicoli. Può essere colpito 6 volte dai raggi avversari prima di essere eliminato, mentre i compagni si eliminano con un colpo solo. Sono presenti pareti riflettenti con diverse inclinazioni, che fanno rimbalzare i raggi.
Ci sono in tutto 6 arene ovvero 6 livelli, poco differenti tra loro. Ogni arena va attraversata due volte, affrontando due tipi di prove: nel primo, shoot out, i movimenti sono liberi e lo scopo principale è raggiungere l'estremità superiore dell'arena prima che scada il tempo, mentre nel secondo tipo, target, il personaggio avanza sempre automaticamente e il giocatore può solo cambiare la direzione di fuoco.